# フリーズ・フレーム
『フリーズ・フレーム』（原題：Freeze Frame）は、2004年制作のイギリス映画。ジョン・シンプソン監督によるサスペンス映画である。
2004年のシッチェス・カタロニアン映画祭作品賞にノミネートされた。

## あらすじ
過去に冤罪で捕まったことのあるショーンは、身の潔白を証明するために24時間自分自身の映像を撮り続ける生活を何年も続けていた。ある日突然警察がやって来て、特定の日のアリバイを示せと言ってくる。倉庫に貯めているテープを取りにいくショーンであったが、その日のテープだけ何者かに盗まれていた。窮地に立たされたショーンは何とかその場を逃げるが・・・。

## キャスト
- ショーン・ベイル：リー・エヴァンス
- ルイス・エメリック刑事：ショーン・マッギンレイ
- ソウル：イアン・マクニース
- マウントジョイ：コリン・サーモン
- ケイティ：レイチェル・スターリング